# Megan Hughes
Megan Bäckstedt-Hughes née le 5 janvier 1977, est une coureuse cycliste professionnelle galloise.

## Biographie
Megan Hughes est mariée au cycliste suédois, Magnus Bäckstedt. Ils vivent un temps à Zulte, en Belgique, puis s'installent au Pays de Galles. Ils ont deux filles qui pratiquent le cyclisme : Elynor et Zoe.
En 1995, Megan Hughes obtient la médaille de bronze de la vitesse aux championnats du monde sur piste juniors. En 1998, elle devient championne de Grande-Bretagne sur route. La même année, elle représente  le Pays de Galles aux Jeux du Commonwealth à Kuala Lumpur, la capitale malaisienne. Dans la course aux points, elle se classe cinquième et abandonne la course en ligne. En 2000, elle met un terme à sa carrière de cycliste.

## Palmarès sur route
- 1996
  - 7e étape du Tour du finistère
  - 3e de Isle of Man Trophee
- 1997
  - 4e étape de Interreg Drie Landen Ronde
- 1998
  -  Championne de Grande-Bretagne sur route

## Palmarès sur piste

### Championnats du monde juniors
- Saint-Marin 1995
  -  Médaillée de bronze de la vitesse juniors

### Championnats nationaux
- 1995
  - 2e du 500 mètres
- 1996
  - 2e du 500 mètres
  - 2e de la vitesse
  - 2e du scratch
- 1997
  - 2e de la vitesse